# Кузнецово (Нікольський район)
Кузнецо́во (рос. Кузнецово) — присілок у складі Нікольського району Вологодської області, Росія. Входить до складу Нікольського сільського поселення.

## Населення
Населення — 61 особа (2010; 78 у 2002).
Національний склад (станом на 2002 рік):
- росіяни — 100 %

## Відомі уродженці
- Пушкін Олександр Анатолійович — радянський та український вчений-правознавець, доктор юридичних наук (1966), професор (1968). Фахівець в галузі цивільного права, брав участь у розробці низки кодексів Української РСР і України[3].